# 韻書
韻書（いんしょ）とは、漢字を韻によって分類した書物。元来、詩や詞、曲といった韻文を作る際に押韻可能な字を調べるために用いられたものであるが、音韻は押韻の必要以上に細かく分類されており、字義も記されているので、字書などの辞典のもつ役割も果たした。
韻とは声母（頭子音）・介音（半母音）を除いた音節後半部（主母音+韻尾）とかぶせ音韻である四声の違いを区別したもので、たとえば『広韻』では206韻の韻目（押韻可能な韻の類別。代表字によって～韻と呼ばれる）が立てられ、同韻内では声類、等呼の違いによる小韻（完全に声母・韻母・声調を同じくするグループ）によって漢字が分類されている。

## 展開
古くには三国時代に李登『声類』、晋代に呂静『韻集』があったとされるが、これらの書物は早くに亡佚し、具体的にどのようなものであったか分からない。唐代の封演『聞見記』には宮商角徴羽五声が用いられていたとある。
現存最古の韻書は陸法言の『切韻』であり、この書は唐代には『唐韻』、宋代には『広韻』（1006年）『集韻』（1039年）という名で増補修訂された。また宋代、科挙対策を目的とした簡略版『韻略』が作られ、それを修訂した『礼部韻略』(1037年)が作られた。『広韻』以下、206韻が用いられていたが、同用の韻をまとめると、実質108韻であった。その後、金代の平水刊の王文郁『新刊韻略』が106韻、劉淵の『壬子新刊礼部韻略』が107韻としたのを受けて元初の陰時夫『韻府群玉』が106韻に定め、明代以降の文人は106韻を用いるようになった。これを平水韻と呼ぶ。この詩韻系統では明代に『洪武正韻』（1375年）、清代に『佩文詩韻』（1716年）などが作られている。
また詩韻のほかに詞には『詞林正韻』、曲には『中原音韻』がある。元代に周徳声によって作られた『中原音韻』は当時の北方の発音に基づいて作られており、平水韻の109韻が19韻に統合され、入声は音韻変化により消滅したのを受けて他の平・上・去声に分けて入れられている。また曲韻では四声に関係なく通韻し、上・去2声に韻目は建てられていない。この書物は近古音を研究するうえで基本的な書物となっており、近古音を中原音韻音系と呼ばれている。

## 主要な韻書
- 『切韻』
- 『唐韻』
- 『広韻』
- 『礼部韻略』
- 『集韻』
- 『五音集韻』
- 平水韻
- 『古今韻会挙要』
- 『韻府群玉』
- 『中原音韻』
- 『洪武正韻』
- 『五車韻瑞』
- 『佩文詩韻』
- 『佩文韻府』
- 『詞林正韻』